# Estação Buenavista (Metrô)
A Estação Buenavista é uma das estações do Metrô da Cidade do México, situada na Cidade do México, seguida da Estação Guerrero. Administrada pelo Sistema de Transporte Colectivo, é uma das estações terminais da Linha B.
Foi inaugurada em 15 de dezembro de 1999. Localiza-se no cruzamento da Avenida de los Insurgentes com o Eixo 1 Norte. Atende o bairro Buenavista, situado na demarcação territorial de Cuauhtémoc. A estação registrou um movimento de 21.423.610 passageiros em 2016.
A estação recebeu esse nome por estar situada no bairro Buenavista. O nome Buenavista foi dado ao bairro pois, durante vários séculos, a vista da paisagem do local era considerada magnífica. Os usuários podem fazer conexão com o Metrobús e com o Trem Suburbano do Vale do México, cujas estações situam-se próximas à estação do Metrô.